# Сан-Хуан-Непомусено (Колумбия)
Сан-Хуан-Непомусено (исп. San Juan Nepomuceno) — город и муниципалитет на севере Колумбии, на территории департамента Боливар.

## История
До прибытия испанцев территория муниципалитета была населена представителями индейского племени малибу (malibúes). Поселение, из которого позднее вырос город, было основано в 1776 году испанским лейтенантом Антонио де Ла-Торре-и-Мирандой. Муниципалитет Сан-Хуан-Непомусено был выделен в отдельную административную единицу в 1870 году.

## Географическое положение

Муниципалитет Сан-Хуан-Непомусено

Город расположен в северной части департамента, на восточных склонах горного хребта Мария, к западу от реки Магдалена), на расстоянии приблизительно 62 километров к юго-востоку от города Картахена, административного центра департамента. Абсолютная высота — 252 метра над уровнем моря.

Муниципалитет Сан-Хуан-Непомусено граничит на северо-востоке с территорией муниципалитета Эль-Гуамо, на севере — с муниципалитетом Каламар, на северо-западе — с муниципалитетом Маатес, на западе — с муниципалитетом Мария-ла-Баха, на юге — с муниципалитетом Сан-Хасинто, на юго-востоке — с муниципалитетом Самбрано, на востоке — с территорией департамента Магдалена. Площадь муниципалитета составляет 675 км².

## Население
По данным Национального административного департамента статистики Колумбии, совокупная численность населения города и муниципалитета в 2015 году составляла 33 466 человек.
Динамика численности населения муниципалитета по годам:
| 2005   | 2006   | 2007   | 2008   | 2009   | 2010   | 2011   | 2012   | 2013   | 2014   | 2015   |
| ------ | ------ | ------ | ------ | ------ | ------ | ------ | ------ | ------ | ------ | ------ |
| 32 514 | 32 584 | 32 660 | 32 742 | 32 828 | 32 921 | 33 019 | 33 122 | 33 231 | 33 346 | 33 466 |

Согласно данным переписи 2005 года мужчины составляли 51,6 % от населения Сан-Хуан-Непомусено, женщины — соответственно 48,4 %. В расовом отношении белые и метисы составляли 90,6 % от населения города; негры, мулаты и райсальцы — 9,3 %; индейцы — 0,1 %.
Уровень грамотности среди всего населения составлял 79,3 %.

## Экономика
Основу экономики Сан-Хуан-Непомусено составляет сельское хозяйство.

65,7 % от общего числа городских и муниципальных предприятий составляют предприятия торговой сферы, 24,1 % — предприятия сферы обслуживания, 9,4 % — промышленные предприятия, 0,8 % — предприятия иных отраслей экономики.

## Транспорт
Через город проходит национальное шоссе № 25 (исп. Ruta Nacional 25).